# Bionic Commando
Bionic Commando (también conocido como Top Secret: Hitler's Revival (トップシークレット ヒットラーの復活?) en Japón, Confidencial: la resurrección de Hitler en castellano) es un videojuego publicado en 1987 para la videoconsola NES. Se trata de una secuela del videojuego homónimo publicado en 1987 bajo el nombre de Bionic Commando, aunque comparten el mismo nombre fuera de Japón.
La temática del juego es acción combinada con aventura, en el cual el jugador tiene que explorar cada etapa y obtener el equipo necesario para progresar. El protagonista del juego es Nathan "Rad" Spencer, un comando equipado con un brazo  biónico; un arma de agarre que le permite tirarse hacia adelante o hacia sí mismo, columpiándose desde el techo. Como tal, la serie es uno de los pocos casos de juegos de plataformas en el que el jugador no puede saltar. Para cruzar las lagunas o subir repisas, el héroe debe usar su brazo biónico.

## Argumento
En el año 198X, un grupo de nazis imperialistas (denominados Nazz en el manual de instrucciones) desarrolló un proyecto denominado "El albatros". El proyecto se sometió a la práctica de su líder: «Generalissimo Weizmann». Durante el juego es revelado que parte del plan consiste en resucitar a Adolf Hitler para llevarlos a dominar el mundo.
La Federación logra tener constancia del proyecto y decide enviar a un comando especial: "Super Joe" (el protagonista del videojuego Commando sin embargo, se perdió contacto con él cuando al parecer fue capturado por las fuerzas imperialistas.
El personaje principal del juego, Rad Spencer, se envía detrás de las líneas enemigas para tratar de rescatar a Super Joe.

## Personajes
- Nathan 'Rad' Spencer - El héroe del juego, un comando especial con un brazo biónico que debe completar todos los niveles y rescatar a Super Joe.,[4] también aparece jugable en los juegos Marvel vs. Capcom 3: Fate of Two Worlds y Marvel vs. Capcom: Infinite.
- Super Joe - Un comando especial enviado para infiltrarse en las fuerzas enemigas y terminó siendo capturado.
- Generalissimo Killt (Weizmann en la versión japonesa) - El líder de las Fuerzas Imperialistas (Nazis/Badds). Él es el líder del Proyecto Albatros pretende resucitar a Master-D.
- Master-D (Hitler en la versión japonesa) - El último jefe del juego. El objetivo del Proyecto de Albatros era resucitarle así él puede ayudar al Badds a dominar el mundo.

## Música
La versión NES de la música, producida y compuesta por Junko Tamiya, (bajo el seudónimo "Gondamin"), es también muy alabado por su elemento compositivo militarista. Dos de las canciones de las versiones arcade son usadas en algunas áreas.

## Lanzamientos
- El juego de NES ha sido lanzado de nuevo, junto con Mighty Final Fight y el Strider y la compilación Capcom Classics Mini-Mix para Game Boy Advance.

- Una reedición mejorada del juego fue publicada en agosto de 2008 para la PlayStation Network, Xbox Live Arcade, y Windows bajo el nombre de Bionic Commando Rearmed.

- En las mismas fechas del anterior, apareció también en formato físico la continuación del original, Bionic Commando, con gráficos y jugabilidad totalmente 3D, disponible para PC, PlayStation 3 y Xbox 360.

- Bionic Commando no ha sido aprobado por Nintendo para un relanzamiento en su servicio de la Consola Virtual por razones no especificadas.[5]

## Censura
La inclusión de símbolos nazis como la cruz esvástica, así como soldados del ejército nazi y Adolf Hitler como enemigo final, provocó que Nintendo modificará aspectos del juego en las versiones de Estados Unidos y Europa, siendo sustituida toda referencia al nazismo, por emblemas de un ejército ficticio, eliminando cualquier simbolismo nazi, y la presencia de Hitler. Pese a la conmoción que causó este caso se obvió la censura del final, en el que la cabeza de los enemigos finales (Hitler en la versión japonesa) estallaba de forma explícita.